# Стоян Цветков
Вижте пояснителната страница за други личности с името Стоян Цветков.
Стоян Маринов Цветков е български агроном, селекционер-генетик, доктор на селскостопанските науки, ст.н.с. I ст.
Цветков е роден на 30 август 1930 г. Произхожда от стар възрожденски род от гр. Панагюрище. Научната му кариера започва още като студент в IV курс в Агрономическия факултет в София, когато през 1957 г. на Републиканския студентски фестивал получава първата си научна награда.
От 1963 г. работи в Института по пшеницата и слънчогледа „Добруджа“ (сегашен Добруджански земеделски институт) край Генерал Тошево.
Цветков има признати от ИНРА два метода в науката. Основен автор е на следните сортове:
- тритикале – „Вихрен“, „Персенк“, „Ракита“ и „Заряд“ (за зърно) и „Белица 1“ (за зелена маса);
- твърда пшеница – „Сатурн 1“ и „Нептун“;
- ечемик – „Каскадьор 3“ (пивоварен), „Цветелина“ (фуражен);
- зимуващ овес – „Ресор 1“;
- зимен фий – „Аско 1“.

През 1980-те години създава и за първи път внедрява в българското земеделие новата зърнено-житна култура – тритикале. Това селекционно постижение намира широко признание. В държавното сортоизпитване 4 от неговите сортове са утвърдени като стандарти.
През 1989 г. издава самостоятелна монография „Тритикале“. Има публикувани 225 научни статии в областта на изследванията при пшеницата, тритикале и ечемика, както и многобройни научнопопулярни публикации.
Бил е на едногодишна специализация в Унгария при световноизвестния цитогенетик и селекционер Арпад Киш.
Участник е в световни симпозиуми в Санкт Петербург, Клермон Феран (Франция), Сидни (Австралия), Шверин (Германия) и Лисабон (Португалия). За постигнати високи селекционни резултати, на Световния симпозиум по тритикале в Сидни през 1986 г. Цветков е избран за Член на изпълнителния комитет на Световната асоциация по тритикале.
През периода 1990 – 1994 г. Цветков е член на Специализирания научен съвет (СНС) по Общо земеделие и растениевъдство при ВАК, а от 1997 до 2004 г. е председател на СНС по растениевъдство и растителна защита при ВАК и на научните съвети в институтите в Генерал Тошево и Садово.
Носител е на орден „Кирил и Методий“ – втора степен за постигнати значими успехи в науката и селекцията.